# Бой на Коконсаарском болоте
Бой на Коконсаарском болоте (швед. Slaget vid Kokonsaari; Бой у Перхо) — одно из сражений Русско-шведской войны, произошедшее 29 июня (11 июля) 1808 на территории Северной Финляндии (Остроботния).

## Предыстория
Летом 1808 года русская армия озаботилась проблемой коммуникаций, которые постоянно нарушали небольшие шведские отряды. Накануне сражения произошел бой у Линтулакса, в ходе которого шведский командир Фиандт хоть и отступил, однако сохранил боеспособность.

## Ход сражения
Отряд Янковича (3000 чел.) настиг шведский отряд Фиандта у Перхо. Русские превосходили шведов в три раза. Сражение началось с артиллерийского обстрела, под прикрытием которого русские войска начали обход с правого фланга. Ход боя затруднялся болотистой местностью, когда солдаты тонули «по колено в воде и тине». Шведский отряд отошёл, хотя и не был полностью разгромлен.